# Loch of Winless
Loch of Winless ist ein Süßwassersee in der traditionellen Grafschaft Caithness in der schottischen Council Area Highland. Er liegt im Nordosten der Grafschaft nahe der Nordseeküste rund acht Kilometer nordwestlich des Küstenortes Wick.

## Beschreibung
Der See liegt auf einer Höhe von acht Metern über dem Meeresspiegel. Der längliche Loch of Winless weist eine Länge von 620 Metern bei einer maximalen Breite von 100 Metern auf, woraus sich eine Fläche von sechs Hektar und ein Umfang von zwei Kilometern ergeben. In den Loch of Winless mündet der Burn of Killimster, der aus dem nordöstlich gelegenen Loch of Killimster abfließt und das Seevolumen von 244.085 Kilolitern speist. Das Einzugsgebiet des Loch of Winless beträgt 2128 Hektar und umfasst im Wesentlichen Gras- und Sumpflandschaften. Der verhältnismäßig flache See besitzt eine durchschnittliche Tiefe von 3,8 Metern. Am Ostufer fließt der Burn of Winless ab, der nach kurzem Lauf in den Wick mündet, der in Wick in die Nordsee entwässert.